# Casa del boia (Genova)
La casa del Boia,  è un edificio del centro storico di Genova risalente all'XI o al XII secolo, situato nel quartiere del Molo, all'estremità orientale di piazza Cavour.
L'edificio è sottoposto a vincolo da parte della Soprintendenza per i beni archeologici della Liguria e fa parte del Catalogo generale dei beni culturali del Ministero della Cultura.

## Storia e descrizione

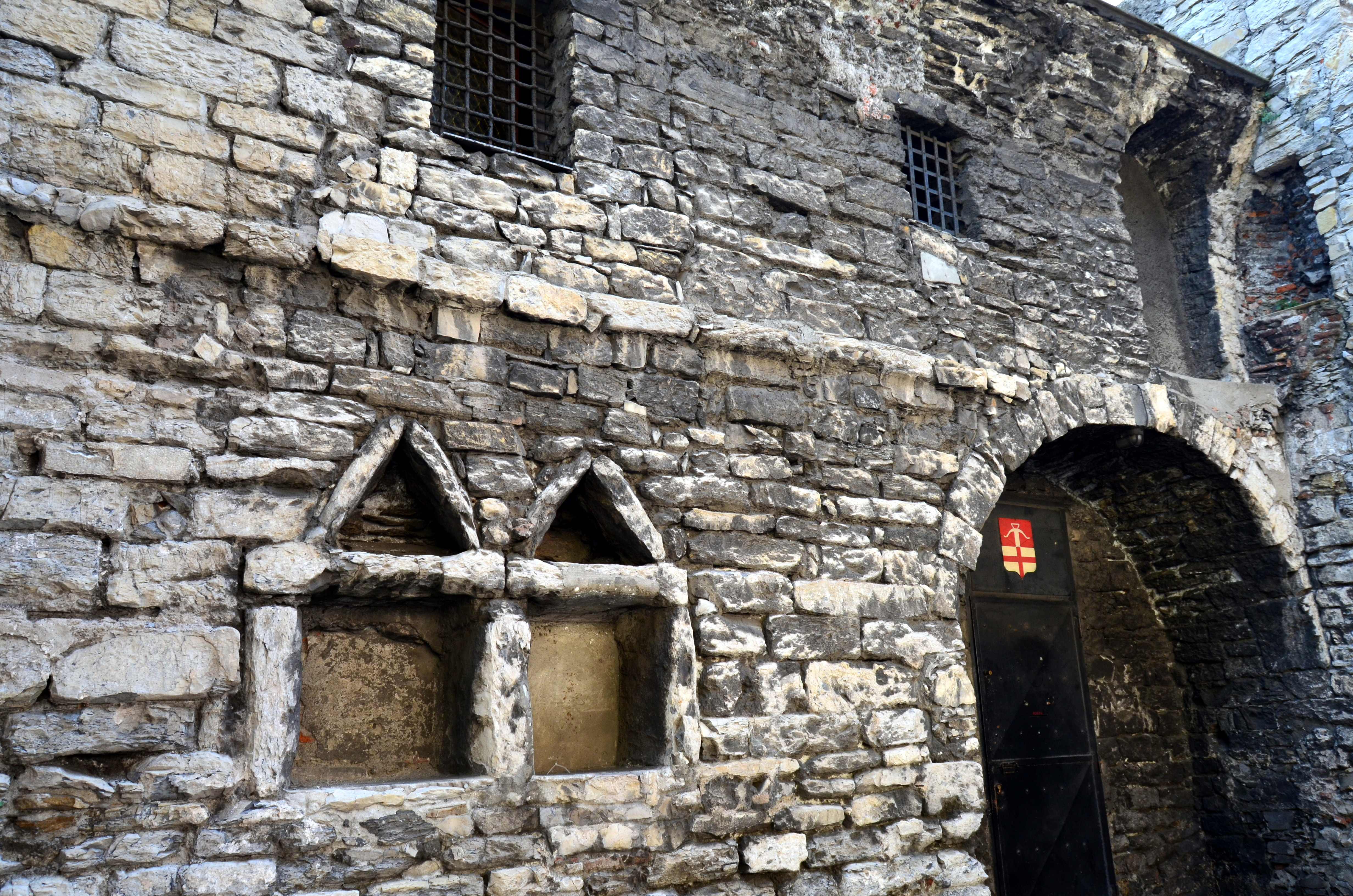
Dettaglio della struttura

L'edificio è una piccola porzione di quello originario, che si sviluppava su più piani e probabilmente si estendeva per tutta la larghezza dell'attuale piazza, tra il camminamento delle mura delle Grazie e il duecentesco carcere della Malapaga, in cui erano rinchiusi i debitori insolventi, demolito all'inizio del Novecento e sostituito da una caserma della Guardia di Finanza.
Dopo un lungo periodo di abbandono, il Ministero per i Beni e le Attività Culturali lo ha dato in concessione alla Compagnia Balestrieri del Mandraccio, che dopo due anni di lavori di recupero architettonico nel 1990 vi ha aperto la propria sede sociale, arredando l'interno in stile quattrocentesco e allestendovi un'esposizione di antiche armi, armature e costumi di epoca medioevale, visitabile dal pubblico.
L'edificio, che si ritiene fosse adibito a civile abitazione, è conosciuto soprattutto perché tradizionalmente era ritenuto l'abitazione di colui che eseguiva le pene capitali al tempo della Repubblica di Genova e per questo era detto comunemente casa del Boia. Questa tradizione popolare derivava dal fatto che le esecuzioni avvenivano al vicino Molo Vecchio. L'altro nome con cui è stato conosciuto, casa di Agrippa, ha origini più recenti, e risale al ritrovamento nel 1902, in un vicino edificio, di un'iscrizione riferita a Marco Vipsanio Agrippa (I secolo a. C.), genero di Augusto, che ebbe un importante ruolo politico al tempo della transizione tra repubblica e impero. La scoperta avvenne quando, nel corso di lavori di ristrutturazione di un edificio medioevale (civ. 13 di piazza Cavour) adiacente alla casa del Boia, vennero alla luce parti di un antico edificio con elementi romani di epoca augustea, e una pavimentazione in lastre di marmo, una delle quali riportava la dedica ad Agrippa, recuperate da un precedente edificio del I secolo. Di tale ritrovamento, che ebbe ampia risonanza sulla stampa locale dell'epoca ed è definito nel decreto di vincolo di «notevolissimo interesse archeologico», si perse presto memoria, anche per i bombardamenti delle due guerre mondiali che causarono ingentissimi danni alla zona, e si perse anche il riferimento l'effettiva ubicazione dei resti, tanto che la tradizione popolare attribuì il nome di casa di Agrippa alla stessa casa del Boia, datandola sulla base dell'iscrizione al I secolo a. C. Ricerche condotte alla fine degli anni ottanta dalla Soprintendenza Archeologica hanno portato alla riscoperta dei resti dell'edificio romano, nominato da allora casa di Agrippa, inglobato nei fondi del civico 13 di piazza Cavour, distante 37 metri dalla casa del boia, nell'ambito di un ampio complesso architettonico, detto "dei mattoni rossi", sul quale comunque l'edificio medievale risulta allineato.